# Elizabeth Smart
Elizabeth Ann Smart-Gilmour, född Elizabeth Smart, 3 november 1987 i Salt Lake City är en aktivist mot barnmisshandel och mot kidnappning, ordförande för Elizabeth Smart Foundation och korrespondent för ABC News. Hon blev nationellt ryktbar genom att hon blev kidnappad 2002 vid 14 års ålder.

## Biografi

### Kidnappning
Smart kidnappades från sina föräldrars hem i Salt Lake City, Utah, 2002 och upptäcktes nio månader senare i Sandy, Salt Lake County, 2003. Polisen arresterade de två kidnapparna och räddade flickan.

### Aktivism

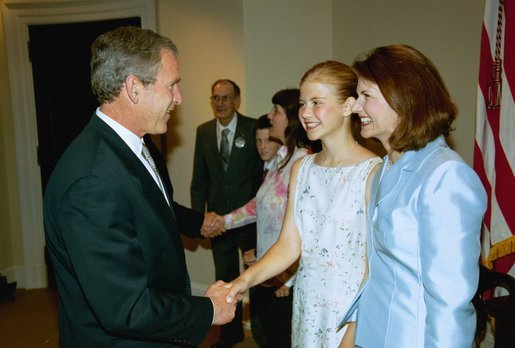
Elizabeth Smart med sin mamma och George W. Bush vid undertecknandet av PROTECT Act från 2003.

Elizabeth Smart-Gilmour stödde utvidgningen av PROTECT Act genom att tala inför USA:s kongress. Detta gällde inrättandet av AMBER Alert System och undertecknandet av Adam Walsh Child Protection and Safety Act 2006. Hon skrev också ett bidrag till boken You're Not Alone – The Journey from Abduction to Empowerment, som inkluderar bidrag från fyra andra offer för bortförande av barn. Den här boken är avsedd att stödja andra offer i att hantera sina trauman och hjälpa dem att ta sig tillbaka till ett tillfredsställande liv. Hon presenterade boken i Washington 2008. tidigare. Hon talade om att övervinna hinder i livet vid kvinnokonferensen 2009 i Kalifornien, organiserad av Maria Shriver.
Elizabeth Smart-Gilmour grundade Elizabeth Smart Foundation 2011 med mottot "Bringing Hope & Stopping Victimization." Stiftelsen samarbetar med bland annat Operation Underground Railroad (O.U.R) för att rädda barn från barnhandel världen över. Det syftar också till att stödja Internet Crimes Against Children Task Force och utbilda barn om vålds- och sexualbrott. Stiftelsen arbetar också med radKIDS, ett nationellt program i USA som syftar till att lära barn hur de kan försvara sig mot kidnappningar och sexualbrott genom säkerhetsträning, bygga upp självförtroende och självförsvar.
Den 1 maj 2013 talade Smart på en konferens vid Johns Hopkins University om människohandel och vikten av att lära barn hur de kan slå tillbaka och bygga upp sin självkänsla för att förebygga brott. I detta sammanhang kritiserade hon vissa delstaters fokus på enbart avhållsamhet i sexualundervisningsklasser. Detta skulle resultera i att offren blir förvirrade över gärningarna och inte försvarar sig, eftersom de tror att dådet har gjort dem värdelösa "som ett använt tuggummi."
I februari 2014 presenterade Smart HB 286, ett lagförslag för att upprätta en icke-obligatorisk utbildningsplan för förebyggande av övergrepp mot barn, i ett tal i Utahs representanthus. Efter hennes anförande antogs propositionen enhälligt. I detta sammanhang citerade Elizabeth statistik om att 80 procent av barn som försvarar sig under en attack undkommer förövaren, för att betona vikten av att lära ut självförsvar. Att göra detta i skolan är viktigt eftersom föräldrar ofta inte vet hur de ska prata med sina barn om dessa frågor.

### Journalistik och publikationer
Sedan 2011 har Elizabeth Smart varit kommentator för saknade personer för ABC News. Hon bidrar till programmen Good Morning America och Nightline.
För boken The Gift of Forgiveness: Inspiring Stories from They Who Have Overcome the Unforgivable (2020) intervjuade Katherine Schwarzenegger Pratt Smart-Gilmour och andra människor som var tvungna att övervinna det öde de drabbats av.
I oktober 2013 publicerade Elizabeth Smart sin 308-sidiga memoarbok My Story med författaren Chris Stewart. Boken beskriver kidnappningen och grundandet av Elizabeth Smart Foundation och försök att öka medvetenheten om kidnappning.

## Utmärkelser
Elizabeth Smart fick Diane von Furstenberg Courage Award 2011 för sitt arbete mot bortförande av barn.